# اجاق القایی

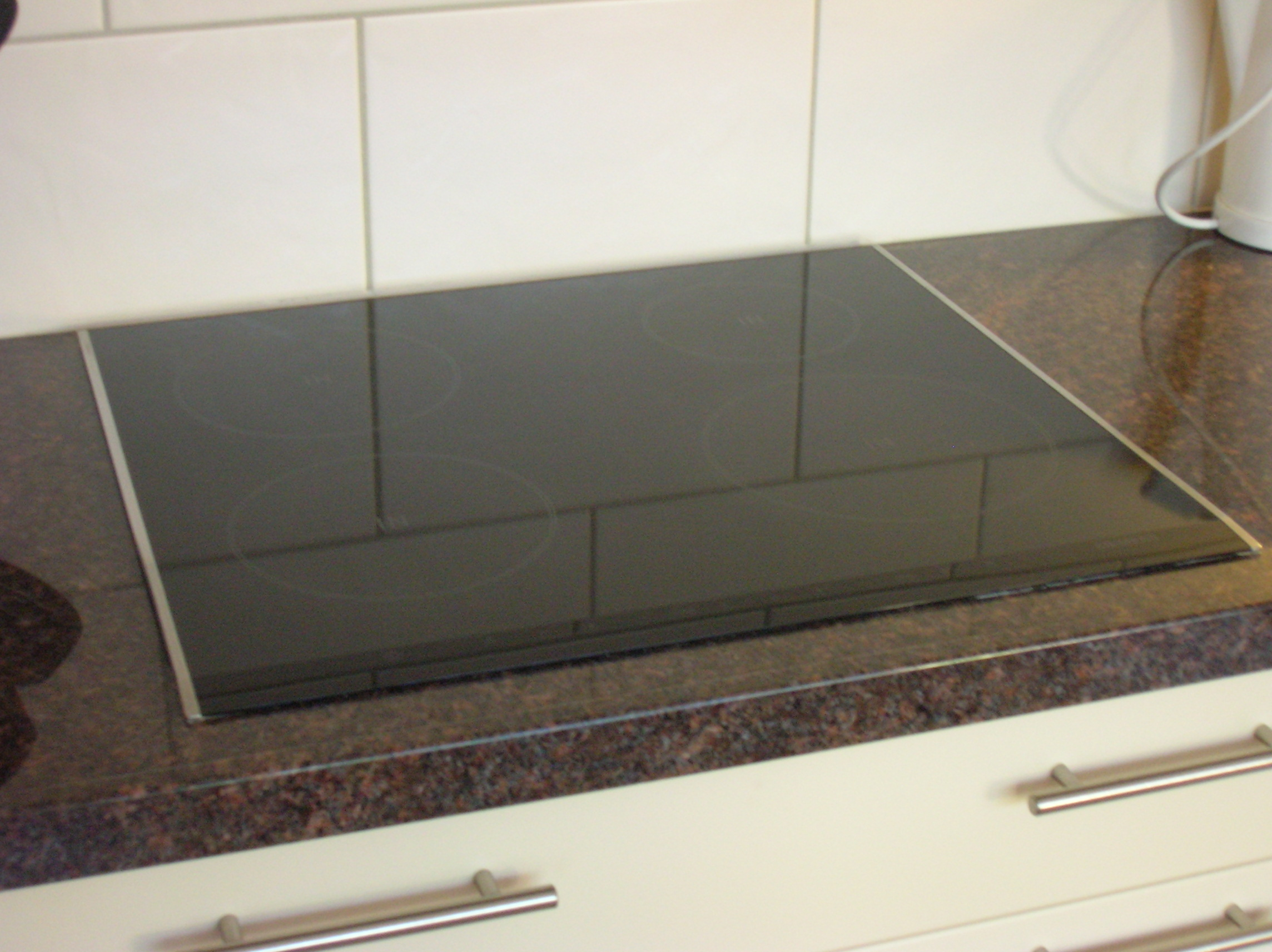
نمای یک اجاق القایی

اجاق القایی یا اجاق اینداکشن (به انگلیسی: Induction cooking) نسل سوم اجاق‌های الکتریکی است که برای گرم کردن ظرف پخت‌وپز، از گرمایش القایی به‌جای رسانش گرمایی سود می‌برد. در این گونه اجاق الکتریکی از المنت گرمایی و شعله خبری نیست و به‌جای آن، از فِرّومغناطیس و القای مغناطیسی سود برده می‌شود. این‌گونه اجاق در مقایسه با دیگر اجاق‌های الکتریکی و گازی از بازده بیشتری برخوردار است.

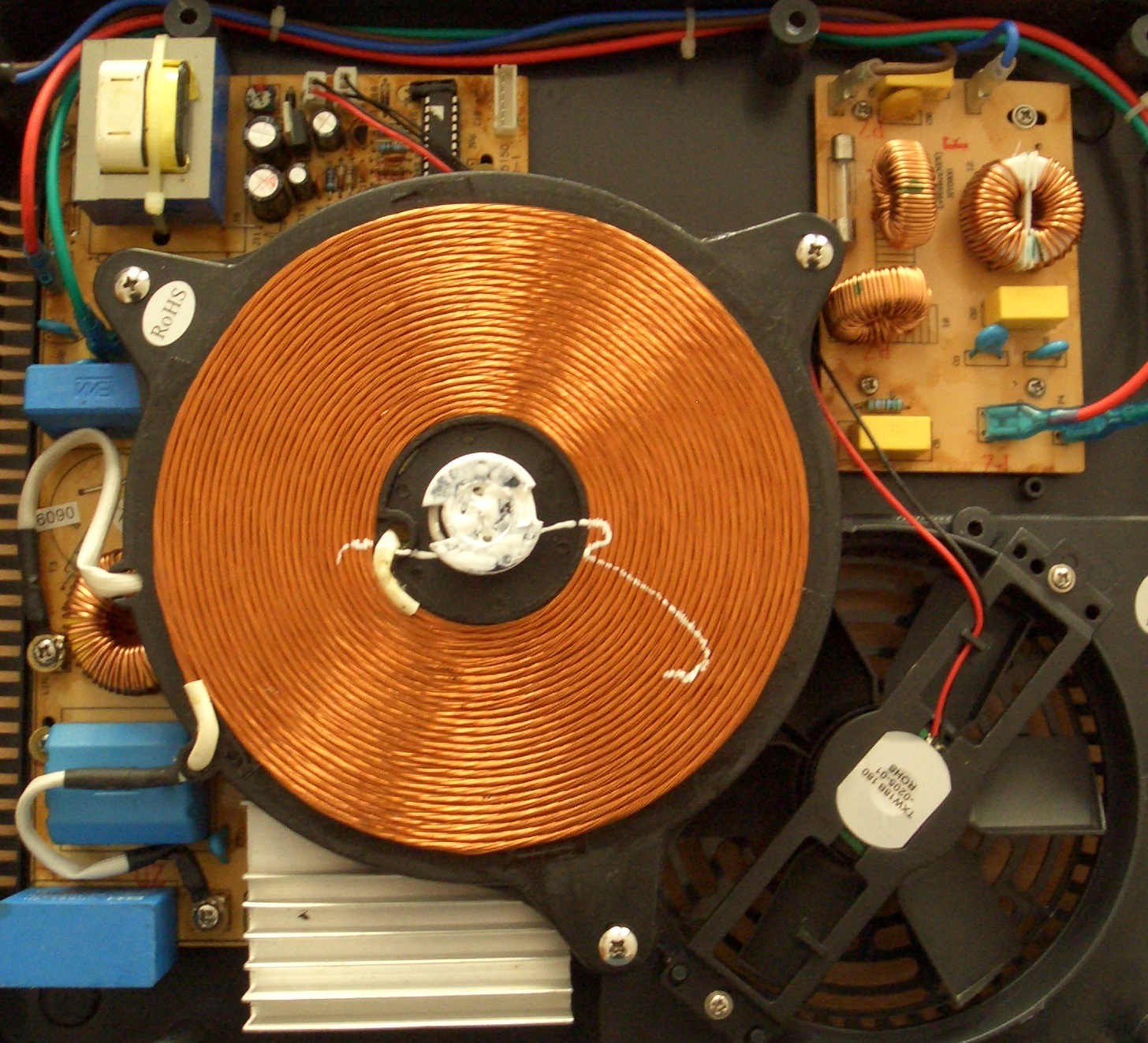
نمای داخلی یک اجاق القایی: کویل مسی بزرگ میدان مغناطیسی را تشکیل می دهد، یک فن خنک کننده در زیر آن قابل مشاهده است و منبع تغذیه و فیلتر خط سیم پیچ را احاطه کرده است. در مرکز سیم پیچ یک سنسور دما قرار دارد که با گریس حرارتی سفید پوشانده شده است.

اجاق القایی از میدان‌های مغناطیسی برای گرم کردن مستقیم ظرف استفاده می‌کند. در این روش، وقتی یک ظرف مناسب روی سطح اجاق قرار می‌گیرد، جریان الکتریکی باعث ایجاد میدان مغناطیسی شده و گرما را به ته ظرف منتقل می‌کند. این فرآیند موجب گرم شدن سریع‌تر و کنترل بهتر دما می‌شود.